# 다나카 준페이
다나카 준페이(일본어: 田中 純平, 1999년 12월 6일~)는 일본의 축구 선수이다.

## 구단 경력
그는 2022년 J3리그의 테게바자로 미야자키에 입단했다. 2024년까지 33경기에 출전하여, 1득점을 넣었다.